# Cendras
Cendras – miejscowość i gmina we Francji, w regionie Oksytania, w departamencie Gard.
Według danych na rok 1990 gminę zamieszkiwały 2022 osoby, a gęstość zaludnienia wynosiła 157 osób/km² (wśród 1545 gmin Langwedocji-Roussillon Cendras plasuje się na 195. miejscu pod względem liczby ludności, natomiast pod względem powierzchni na miejscu 611.).